# Юлий Евбулид
Юлий Евбулид (лат. Iulius Eubulidas) — римский политический деятель второй половины IV века.
Евбулид занимал должности корректора Тусции, децемвира и префекта Сатурнова эрария в неизвестные годы. В 344 году он находился на посту викария Африки. Известно, что Евбулид был последним, кто упоминается в качестве префекта Сатурнова эрария. Кроме того, он был патроном Интерамны.